# Français guadeloupéen
Le français guadeloupéen est une variété régionale du français en usage en Guadeloupe. Il ne doit être confondu ni avec le créole guadeloupéen ni avec le français standard. En effet, le français guadeloupéen a ses propres spécificités.
L'étude scientifique de cette variété de français est récente car, en milieu créolophone, la plupart des études portent non pas sur le français en contact avec le créole mais sur le créole lui-même. D'ailleurs, la première étude qui traite à la fois de l'aspect phonétique acoustique, phonologique et perceptif du français guadeloupéen a été publiée en 2015.
Dans la littérature, on trouve cependant quelques descriptions.

## Interjections spécifiques
Le français guadeloupéen comporte des interjections exclusivement formées des segments an et/ou han. Elles renforcent le sens d'un énoncé et le rendent plus expressif. D'après J. Akpossan & F. Delumeau (2007), elles sont au nombre de 17  et se distinguent entre elles par les intonations qui leur sont appliquées.
On trouve par exemple:
1) des formes simples comme : 
- an qui signifie « voilà, je m'y attendais » (contour mélodique plat);
- han qui veut dire « je te préviens, fais attention » (contour mélodique montant).

2) des formes redoublées comme : 
- an an pour dire « non » (contour mélodique montant-descendant);
- an an signifiant « je compatis » (contour mélodique descendant-descendant);
- an an qui représente la surprise « je n'en reviens pas ! » (contour mélodique montant-plat avec un allongement final);
- an an an an qui signifie « ne commence pas! » (contour mélodique montant-descendant_montant-descendant).

3) des combinaisons comme: 
- an han qui signifie « oui » (contour mélodique plat-plat);
- an han « bien sûr, c'est une évidence » (contour mélodique plat_montant-plat);
- han an une menace qui peut être traduite par « tu avais intérêt à obéir sinon... » (contour mélodique montant-montant).

Aussi, peut-on entendre, en français guadeloupéen, un énoncé tel que :
« 
Han! Je t'ai déjà dit d'arrêter ! An! Tu ne voulais pas comprendre ! »

## Innovations sémantiques et expressions spécifiques
1) Certains mots du français standard peuvent revêtir un sens différent en français guadeloupéen comme le montrent les exemples (tirés de G. et M-Chr. Hazaël-Massieux, 1996:677) suivants:
- J'ai serré mon livre (serrer = cacher)

2) On note quelques expressions idiomatiques (tiré de J. Akpossan-Confiac, 2011)  telles que:
- Faire des dièses (= frimer)
- Carrer quelqu'un (= toiser quelqu'un)
- Être blagueur (= être vantard)
- Avoir un lenbé (= avoir un chagrin d'amour)
- Tomber mal (= s'évanouir) qui est différent de mal tomber en français standard qui signifie "arriver à un moment inopportun"

3) Il y a aussi un phénomène de répétition lexicale pour insister sur un fait là où le français standard emploierait plus volontiers un adverbe (J. Akpossan-Confiac; 2011, 2015). Par exemple:
- J'ai couru, couru, couru et après ça, j'étais fatigué, fatigué, fatigué (= j'ai beaucoup couru et après j'étais très fatigué).

Ainsi, une personne qui a couru couru couru a effectué un plus gros effort (soit dans la durée, soit dans la distance, soit dans la vitesse de la course) que celle qui n'a que couru couru
Ce type de tournures possède des "fonctions communicatives et d'intensification" (M.Chr. Hazaël-Massieux, 1993:372) et est généralement accompagné d'une intonation montante sur la première syllabe et d'un fort allongement de la dernière syllabe  (J. Akpossan-Confiac, 2015:119).

## Système phonétique du français guadeloupéen
En Guadeloupe, le français et le créole cohabitent et interfèrent. C'est ainsi que certains traits phoniques propres au créole peuvent se retrouver dans le français parlé en Guadeloupe: c'est ce qui crée cette impression "d'accent antillais".

### Système vocalique
Quand en théorie, les systèmes vocaliques des français guadeloupéen et métropolitain sont décrits comme identiques, en pratique, il y a quelques différences. En effet, sous l'influence du créole, les voyelles antérieures arrondies /y, ø, œ, œ̃/ peuvent se voir réalisées en tant que voyelles antérieures non-arrondies /i, e, ɛ, ɛ̃/ en français guadeloupéen. Par exemple, des mots comme "petit" /pəti/ ou "plus" /plys/ peuvent se voir respectivement prononcés /pɛti/ ou /plis/.

### Système consonantique
Influencé par le créole, le /R/ du français guadeloupéen peut se réaliser en tant que [w] en contexte labial et s'élider en coda de syllabe (A. Valdman, 1978 ; J. Akpossan-Confiac, 2015).